# SwissLeaks
SwissLeaks ou Swiss Leaks est le nom donné à la révélation par plusieurs médias dans le monde, en février 2015, d'un système international de fraude fiscale et de blanchiment d'argent qui aurait été mis en place par la banque britannique HSBC à partir de la Suisse. Le terme a été forgé sur le modèle de WikiLeaks, puis de Luxleaks.

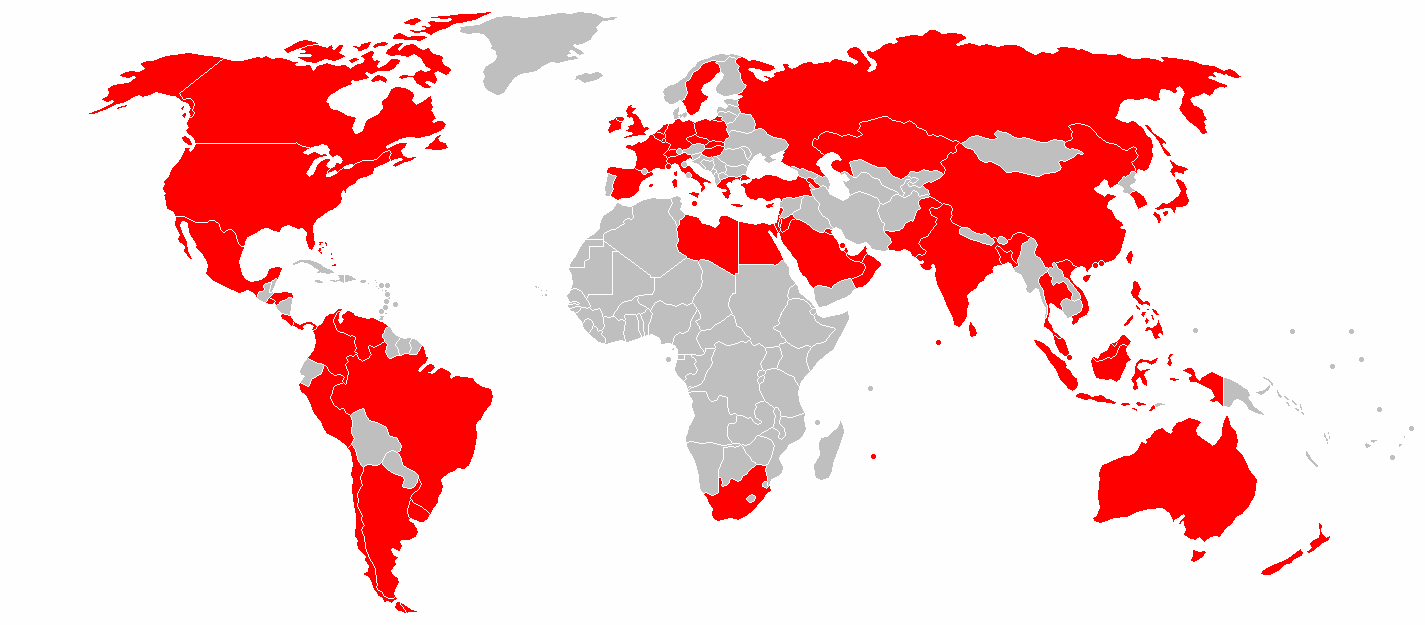
Couverture mondiale de la banque HSBC en 2008.

Elle étend l'affaire des évadés fiscaux, révélée dès 2008 par l'informaticien Hervé Falciani, pour laquelle il est poursuivi par les autorités suisses pour vol de données. En février 2014, le journal Le Monde reçoit une clé USB contenant les archives numérisées de la banque entre novembre 2006 et mars 2007, et engage une enquête d'un an, qui mobilise 154 journalistes de 47 pays et d'une soixantaine de médias internationaux, coordonnés par l'ICIJ, consortium de journalistes d’investigation,. 
En Suisse, les journaux Le Temps, Le Matin Dimanche, le Tages-Anzeiger, le SonntagsZeitung et L'Hebdo décident de s'impliquer dans l'opération.

## Teneur des révélations

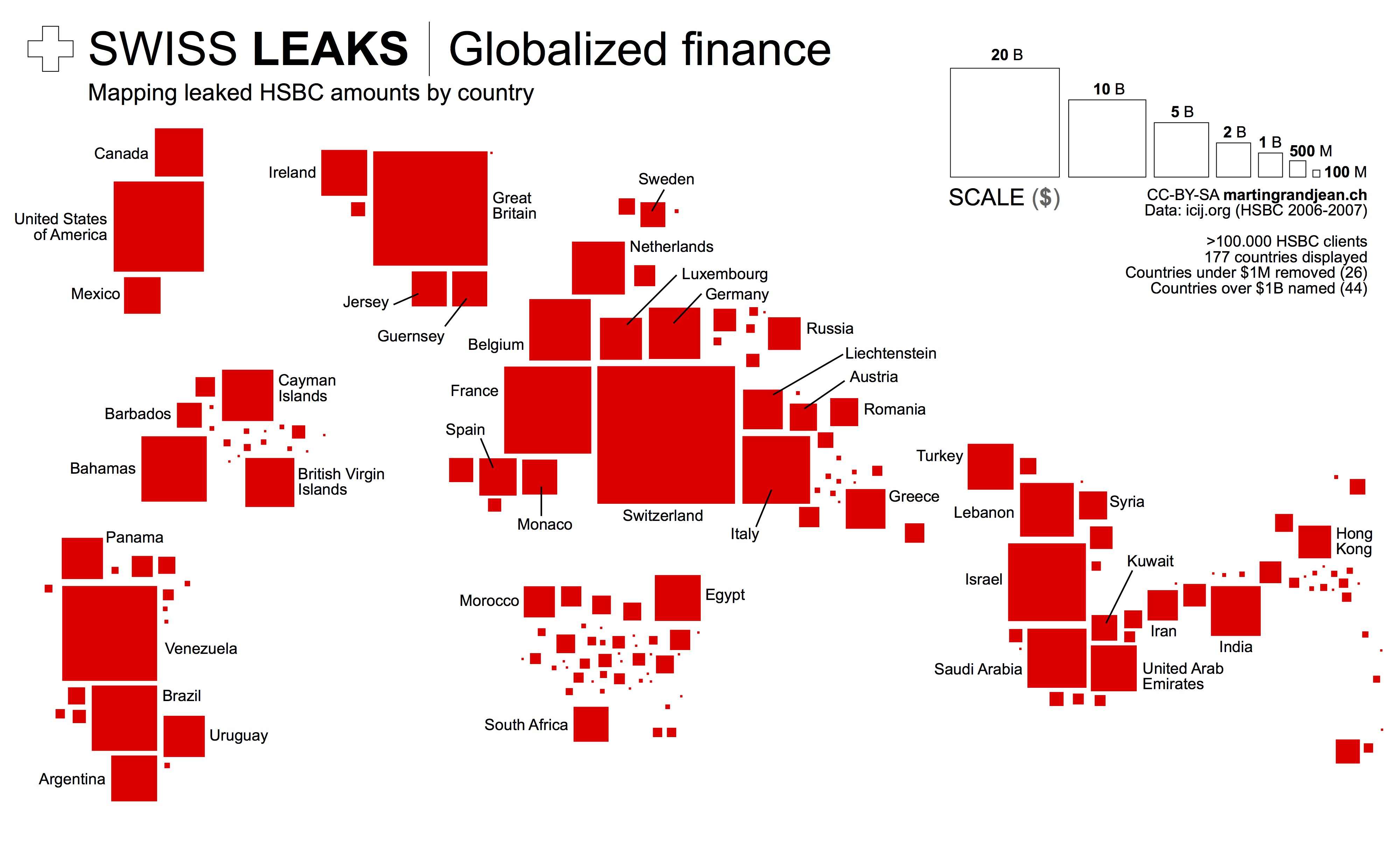
Représentation des comptes HSBC concernés en fonction de la nationalité des détenteurs et des montants détenus.

Selon les journalistes, entre novembre 2006 et mars 2007, plus de 180 milliards d’euros ont transité, à Genève, sur les comptes de 100 000 clients et de 20 000 sociétés offshore, concernant 188 pays différents. Des chefs d’État, des personnalités médiatiques du monde des affaires, de la politique, du sport, ainsi que des artistes, mais également des financiers du terrorisme, des trafiquants de drogue et des trafiquants d'armes figurent sur la liste des clients.

### Révélations concernant la Belgique
Pour ses clients belges, la banque aurait caché en un an plus de 6,2 milliards d'euros dans des paradis fiscaux. Parmi les clients belges concernés par les révélations figurent en particulier 500 diamantaires anversois.

### Révélations concernant la France
Pour les seuls clients français, la banque HSBC aurait dissimulé plus de 5,7 milliards d'euros dans différents paradis fiscaux, généralement le Panama et les Îles Vierges britanniques. Environ 3 000 clients français sont concernés par cette révélation, mais les journalistes ont décidé de ne publier que le nom de ceux pour lesquels « la fraude apparaissait la plus importante mais aussi ceux dont la fonction ou la notoriété pouvait appeler à un devoir d’exemplarité ». Avant cela, d'après le procureur Éric de Montgolfier, qui a eu accès à une version des listings de HSBC le 20 janvier 2009 lors de la saisie des ordinateurs d'Hervé Falciani, des noms (dont ceux d'hommes politiques français) ont été retirés.
Selon l'analyse des données réalisée par l'ICIJ sur cette période allant de fin 2006 à début 2007, avec un total de 12,5 milliards de dollars, la France occupe la 5e place du classement des 188 pays en fonction du montant cumulé des comptes associés, derrière la Suisse (31,2 milliards), le Royaume-Uni (21,7 milliards), le Venezuela (14,8 milliards) et les États-Unis (13,4 milliards). Le pays se classe 2e pour le nombre de clients (9 187) derrière la Suisse (11 235), avec une moyenne de 1,36 million de dollars par client.
Pendant la période de 1988 à 2007, 13 490 comptes bancaires ont été ouverts, reliés à 8 545 comptes clients, et le montant maximum associé à un même client était de 556,9 millions de dollars. Seulement 0,2 % des comptes ont été déclarés à l'administration fiscale par leur détenteurs.
Le 18 décembre 2013, le tribunal correctionnel de Paris a condamné deux frères à 8 et 10 mois de prison avec sursis, dans un dossier de fraude fiscale ouvert sur la foi des fichiers d'Hervé Falciani.

#### Information judiciaire
Depuis avril 2013, une information judiciaire est menée à Paris, par les juges Renaud Van Ruymbeke et Charlotte Bilger. Selon le procureur de Paris, François Molins, « aucun élément ne permet de penser que les fichiers Falciani auraient été manipulés pour être falsifiés » et les protestations des autorités suisses sur l'altération des fichiers Falciani ne sont donc pas recevables. Les juges ont requis la gendarmerie pour interroger les 2 956 contribuables français cités dans les listings HSBC livrés par Hervé Falciani. Les magistrats disposent de rapports de visite de clients par des gestionnaires des comptes d'HSBC. D'après ces documents, les gestionnaires proposaient d'investir leur argent dans des structures offshore.
Dans un rapport du 1er août 2013, la gendarmerie veut orienter les investigations sur le système mis en place par HSBC de contournement de la taxe ESD, une directive européenne sur la fiscalité de l'épargne appliquée depuis 2005. Les gendarmes dénoncent ainsi « la constitution d'une société offshore aux seules fins d'éviter la taxe prévue par l'ESD et d'établir un écran garantissant l'anonymat des réels bénéficiaires économiques des actifs détenus ». Selon les rapports de visites à 239 clients français, « la banque HSBC propose de façon systématique diverses mesures de contournement en vue d'échapper à l'impôt. La banque propose même ses services pour la constitution de la société ». Ces gestionnaires de comptes se rendaient dans l'Hexagone pour interroger leurs clients, mais également pour en recruter : sur 286 visites sont dénombrées, 24 visiteurs sont « susceptibles d'être qualifiés démarcheurs ». Les juges traquent également le « démarchage illicite », également pratiqué par UBS.

### Révélations concernant le Maroc
Selon la même analyse de l'ICIJ, le Maroc, avec un total de 1,6 milliard de dollars, occupe la 37e place du classement en fonction du montant cumulé des comptes associés, et se classe 23e pour le nombre de clients (1 068), avec une moyenne de 1,5 million de dollars par client. Le montant maximum détenu par un même client était de 74,1 millions de dollars.
Selon la loi marocaine, il est illégal pour des Marocains résidant au Maroc de détenir un compte bancaire à l'étranger. Les documents révèlent que la famille royale faisait partie des clients de la HSBC : outre le prince Moulay Rachid et la princesse Lalla Meryem, le roi Mohammed VI y détient également un compte, toujours actif, dont le montant maximal s'est élevé à 9,1 millions de dollars. C'est aussi le cas de Fouad Filali, ex-beau-frère du roi et ancien PDG de la holding royale Société nationale d'investissement (SNI), dont les avoirs dépassaient 16 millions de dollars, et de Serge Berdugo, ancien ministre du Tourisme et ambassadeur itinérant du royaume, dont le compte affichait 7,3 millions de dollars en 2006,.

### Personnalités impliquées
Un certain nombre de noms de clients sont publiés par la presse, parmi lesquels les personnalités des domaines suivants,,:
Politique
- Abdallah II, roi de Jordanie

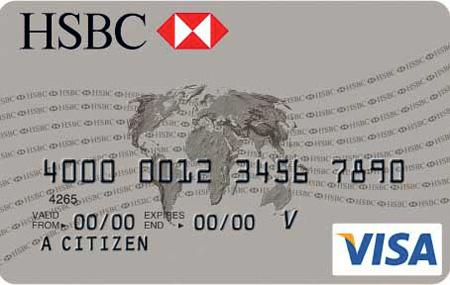
Spécimen de carte de crédit émise par la HSBC.

- Aymeri de Montesquiou, homme politique
- Bandar ben Sultan, diplomate
- Serge Berdugo, homme politique
- Saïd Ali Coubèche, homme politique
- Hédi Djilani, homme politique et homme d'affaires
- Georges Frem, homme politique et industriel
- Horacio Cartes Jara, président du Paraguay
- Hamad ben Khalifa Al Thani, émir du Qatar
- Jean-Charles Marchiani, homme politique
- Le prince et la princesse Michael de Kent, de la famille royale britannique
- Moncef El Materi, homme politique et homme d'affaires
- Lalla Meryem, princesse du Maroc
- Mohammed VI, roi du Maroc
- Elias Murr, homme politique
- Johnson Muthama (en), homme politique et homme d'affaires
- Álvaro Noboa, homme politique et homme d'affaires
- Moulay Rachid, prince du Maroc
- Rachid Mohamed Rachid (en), homme politique et homme d'affaires
- Qabus ibn Saïd, sultan d'Oman
- Salman bin Hamad bin Isa al-Khalifa, prince héritier du Bahreïn

Affaires
- Vladimir Aleksandrovich Antonov (en), banquier
- Emilio Botín, banquier
- Flavio Briatore, homme d'affaires
- Jacques Dessange, coiffeur
- André Guelfi, homme d'affaires
- Stuart Gulliver, directeur général de HSBC
- Rami Makhlouf, homme d'affaires
- Corinne Mentzelopoulos, propriétaire viticole
- Jean-Yves Ollivier, homme d'affaires et négociateur officieux
- Kerry Packer, magnat des médias
- Arlette Ricci, héritière, condamnée à une amende de un million d'euros et à trois ans de prison, dont un ferme[19].
- Edmond Safra, banquier
- Margulan Seisembayev (en), banquier
- Édouard Stern, banquier
- André Tarallo, homme d'affaires
- Belhassen Trabelsi, homme d'affaires
- Les Wexner, homme d'affaires
- Li Xiaolin, femme d'affaires

Sports
- Fernando Alonso, pilote de F1
- Christophe Dugarry, footballeur
- Diego Forlán, footballeur
- Heikki Kovalainen, pilote de F1
- Valentino Rossi, pilote de moto
- Marat Safin, joueur de tennis
- Paradorn Srichaphan, joueur de tennis

Arts et spectacle
- Lisa Azuelos, réalisatrice et écrivain
- Christian Boltanski, artiste plasticien
- Joan Collins, actrice
- Phil Collins, musicien
- Gad Elmaleh, humoriste et acteur
- Cédric Klapisch, réalisateur
- Philippe Lavil, chanteur
- Helmut Newton, photographe
- Christian Slater, acteur

Mode
- Diane von Fürstenberg, créatrice de mode
- Valentino Garavani, styliste et couturier
- Elle Macpherson, mannequin

Religion
- Garéguine II Nersissian, dignitaire religieux
- Jean Zerbo, prélat malien

### Financement du terrorisme
Dans la liste des clients de la banque figureraient les noms de certains Saoudiens, fortement soupçonnés de faire partie des vingt principaux financiers d'Oussama ben Laden, que ce dernier aurait surnommé la Golden Chain (la « chaîne en or »).
Selon les informations du Monde, parmi ces présumés soutiens de Ben Laden qui avaient placé leurs fonds en Suisse chez HSBC, se trouvent « un prince saoudien, qui a, par le passé, protégé le chef d'Al-Qaïda. Un autre prince, dont l’épouse a envoyé de l'argent à un des auteurs des attentats du 11-Septembre. L'ancien trésorier d’une présumée organisation-écran d'Al-Qaida. Ainsi qu'un homme dont l'usine a été bombardée par l'armée américaine parce qu'il était soupçonné d'y fabriquer des armes chimiques. » Le journal cite encore deux entrepreneurs, Abdelhadi T. et Mohammad Abdullah Abdulaziz Al-J., dont les comptes ont affiché des mouvements de fonds s'élevant à 44 millions de dollars pour le premier et 150 millions pour le second, et évoque un ancien dirigeant de l'International Islamic Relief Organization, une organisation humanitaire présumée proche d'Al-Qaïda.
Pour le quotidien Le Temps, dans la plupart des cas, HSBC ne pouvait ignorer que ces personnalités étaient suspectées de financer le terrorisme : « dans au moins trois cas, il s'avère que HSBC a poursuivi la relation bancaire avec des clients soupçonnés publiquement d’avoir financé le terrorisme ». En effet, leur nom avait été rendus publics par la presse dès 2003, au cours de l'enquête sur les financements d'Oussama Ben Laden. Ce qui fait dire au Monde que ces informations « auraient dû mettre la puce à l’oreille du service conformité de HSBC, censé alerter une banque lorsque certains de ses clients sont douteux ».
Pour sa défense, la banque répond que « la culture de la conformité et les normes de diligence raisonnable au sein de la banque privée suisse HSBC, de même qu'au sein du secteur bancaire en général, étaient significativement moindres qu’aujourd’hui. » De son côté, un rapport de la commission du Sénat américain avait conclu en 2012 que « du fait de ses règles laxistes et de ses mesures de sécurité insatisfaisantes, HSBC a permis à des terroristes et à des trafiquants de drogues de blanchir de l'argent facilement. »

### Financement du trafic d'armes
La filiale suisse de la banque HSBC est aussi mise en cause pour avoir servi d'intermédiaire financier dans plusieurs opérations de ventes d'armes.
Selon les documents étudiés par l'ICIJ et Le Monde, ce fut le cas par exemple avec son client Katex Mines Guinée, une société qui selon un groupe d’experts des Nations unies a acheminé des armes à destination des rebelles libériens du LURD pendant la deuxième guerre civile au Liberia. HSBC Private Bank restera la banque de Katex Mines Guinée même après que les Nations unies auront désigné la société comme « possible fournisseur d'armes » des rebelles. À sa clôture en 2006, son compte était créditeur de 7,14 millions d'euros.
D'après Le Monde, d'autres informations « montrent que Katex Mines Guinée n'est pas le seul client de HSBC lié à des conflits en Afrique ». Parmi les clients de la banque figurent ainsi un industriel soupçonné d'avoir acheminé des armes aux rebelles du Burundi, la femme d'un homme d'affaires parisien qui utilisa son compte pour verser de colossaux pots-de-vin à des responsables de l'armée et de l'État angolais afin de décrocher des contrats de vente de chars, de mines terrestres et de navires de guerre en pleine guerre civile, un conseiller politique sud-africain et un lobbyiste tanzanien soupçonnés d'avoir reçu à eux deux 24 millions de dollars pour avoir convaincu plusieurs gouvernements de signer avec BAE Systems des contrats surfacturés pour l'achat de systèmes de radars et d'avions de chasse, et un ingénieur libyen lié à l'ancien dictateur Mouammar Kadhafi, accusé d'avoir collaboré avec des membres de la mafia italienne en vue d'importer en Libye 500 000 kalachnikovs de fabrication chinoise.
Selon le quotidien, il apparaît que « le solde total des comptes bancaires de personnes liées au trafic d'armes ou à des ventes d'armes douteuses dans au moins sept pays d'Afrique représentait en 2006 ou 2007 plus de 56 millions de dollars », et que HSBC Private Bank « a servi d'intermédiaire financier à des entrepreneurs et des criminels qui ont alimenté et financé en Afrique des guerres parmi les plus sanglantes et des ventes d'armes parmi les plus immorales. »

## Conséquences judiciaires et politiques

### Belgique
En novembre 2014, la filiale suisse de la banque est inculpée en Belgique pour « fraude fiscale grave et organisée, organisation criminelle et exercice illégal de la profession d’intermédiaire financier », la banque ne détenant pas de licence pour exercer dans ce pays.
En décembre 2014, le juge d’instruction chargé de l'enquête transmet à la Suisse une commission rogatoire et prend contact avec la banque. La justice suisse ne coopérant pas et la banque refusant de communiquer les informations demandées, le parquet envisage l'émission de mandats d'arrêt internationaux à l'encontre de l’actuel directeur de HSBC en Suisse et de son prédécesseur.

### Brésil
Le 28 février 2015, le ministère brésilien de la Justice ordonne l'ouverture d'une enquête fédérale sur « de possibles actes illicites » commis par les citoyens brésiliens figurant parmi les 8 667 clients Brésiliens de la banque HSBC révélés par les fichiers SwissLeaks.
La presse brésilienne indique que certaines de ces personnes seraient aussi impliquées dans le scandale de corruption qui touche la compagnie pétrolière Petrobras.

### États-Unis
La procureure américaine Loretta Lynch, désignée pour devenir la prochaine ministre américaine de la justice, déclare dans une réponse écrite aux sénateurs que la banque HSBC n'est à pas l'abri de poursuites judiciaires aux États-Unis, en dépit de l'arrangement conclu en décembre 2012 entre les autorités et la banque, qui avait dû verser 1,9 milliard de dollars pour échapper aux poursuites pour blanchiment d'argent de la drogue. En effet, selon Mme Lynch, cet accord ne fournit « aucune protection contre des poursuites » fondées sur d'autres faits.

### France
En France, l'affaire HSBC a commencé à la fin 2008 par la remise aux autorités françaises de fichiers par Hervé Falciani, ancien informaticien employé par la banque HSBC Suisse (HSBC Private banking). Cette action est à l'origine de l'ouverture d'autres enquêtes en Europe, notamment en Espagne et en Belgique.
Le 12 février 2015, Hervé Falciani met en cause l'ex-ministre de la Justice Michèle Alliot-Marie pour son rôle au moment de l'affaire des évadés fiscaux, l'accusant d'avoir fait obstruction à l'enquête : « quand on essaye de détruire des preuves et qu'on est justement un garde des Sceaux, c'est dramatique. En envoyant les originaux en Suisse, c'est exactement ce que ça veut dire. » Selon lui, l’ancienne ministre a voulu étouffer l’affaire en demandant au procureur Éric de Montgolfier de rendre à la Suisse les documents que l’informaticien lui avait transmis. Le procureur s'opposa à cette demande et une enquête fut finalement ouverte à Paris.
Le 10 mars 2015, le parquet national financier requiert le renvoi en correctionnel de la banque HSBC, mise en examen pour avoir aidé des clients français à frauder le fisc. La HSBC ayant finalement décidé de ne pas s’acquitter d’une amende record de 1,4 milliard d’euros, négociée dans le cadre d’une procédure de plaider-coupable, le parquet national financier a donc requis son renvoi devant le tribunal correctionnel de Paris pour « blanchiment aggravé de fraude fiscale » et « démarchage illicite ». Le 8 avril 2015, la maison mère HSBC Holdings est mise en examen pour « complicité de blanchiment de fraude fiscale » et « complicité de démarchage illicite ». La holding doit aussi verser une caution d'un milliard d'euros, dont le montant correspond à la moitié des sommes blanchies, soit 2,2 milliards d'euros selon l'évaluation des juges.
HSBC a été mise en examen en avril 2015 et une caution d'un milliard d'euros lui a été imposée. Cette somme a été ramenée à 100 millions d'euros par la chambre de l'instruction de la cour d'appel de Paris. Les magistrats reprochent à la maison-mère HSBC Holdings un défaut de surveillance de sa filiale suisse. «Des éléments complémentaires ont par la suite permis de considérer que la holding HSBC a participé de manière active aux agissements frauduleux» d'HSBC Private Banking, a estimé le parquet national financier.
En octobre 2016, le parquet national financier a demandé un procès en France pour la holding du groupe HSBC Holdings. Si les juges d'instruction suivent les réquisitions du parquet, HSBC Holdings Plc sera jugée devant le tribunal correctionnel de Paris pour «blanchiment de fraude fiscale» et «complicité de démarchage illicite».
Le parquet national financier a confirmé dans ses réquisitions, datées du 18 octobre 2016, celles qu'il avait prises en mars 2015, et demande le renvoi en correctionnel de la filiale suisse, HSBC Private Bank Suisse (HSBC PB), pour «démarchage illicite» et «blanchiment de fraude fiscale». Le parquet national financier est convaincu qu'elle a proposé à des clients français, en 2006 et 2007, divers opérations et montages, via les paradis fiscaux, pour dissimuler leurs avoirs à l'administration fiscale. Le parquet national financier a demandé le renvoi en procès de l'ancien CEO d'HSBC Private Bank, Peter Braunwalder, et d'un autre responsable de la filiale, Judah Elmaleh.

### Portugal
Le 27 février 2015, le Portugal reçoit la liste de 611 contribuables mentionnés dans les fichiers de SwissLeaks après avoir fait une demande à la France. D'après le secrétaire d’État aux Affaires fiscales Paulo Nuncio, « la liste sera recoupée avec des informations dont dispose déjà le fisc portugais ».

### Royaume-Uni
Le 9 février 2015, les députés britanniques décident l'ouverture d'une enquête de la commission des comptes publics sur les pratiques de la banque HSBC, dont le siège se trouve à Londres. Selon le Guardian, le Parti conservateur au pouvoir a reçu plus de 5 millions de livres de la part de donateurs clients de la filiale suisse de HSBC, le Parti travailliste bénéficiant de son côté de plus de 500 000 livres en argent liquide et en cadeaux, ainsi qu'un prêt de 2 millions de livres. Ces révélations mettent en difficulté le gouvernement de David Cameron, déjà critiqué pour la nomination de Stephen Green, ancien président de HSBC, au poste de ministre du Commerce et l'Investissement.
Le 11 février, la commission des finances publiques de la Chambre des communes auditionne deux dirigeants du HM Revenue and Customs (HMRC), le service fiscal chargé de percevoir impôts et taxes. Le fisc britannique paraît avoir omis de lancer des poursuites contre HSBC après avoir reçu des autorités françaises en 2010 une liste de 6 000 contribuables britanniques soupçonnés d'évasion fiscale. Deux ans plus tard, l'un des responsables du HMRC quittait son poste pour aller travailler pour HSBC. Alors qu'en France, l'action de l’État a permis de recouvrer 1,2 milliard d'euros dans l'affaire des évadés fiscaux, seulement 135 millions de livres sterling ont été récupérés par le Trésor britannique après des arrangements confidentiels passés avec les fraudeurs.
Le 14 février, Stephen Green, qui dirigeait la banque pendant la période concernée par les révélations, démissionne de son poste de président du conseil consultatif de TheCityUK, un groupe de pression au service de la finance britannique.

### Suisse
Le 18 février 2015, le ministère public du canton de Genève annonce qu'il a ouvert une procédure pénale contre la banque HSBC Private Bank pour blanchiment d'argent aggravé, sur la base de la Loi sur le blanchiment d’argent (LBA). Une enquête est ouverte contre la banque, et son siège de Genève est perquisitionné. Cette enquête pourrait être étendue à des personnes physiques « qui seraient elles-mêmes soupçonnées d’avoir commis des actes de blanchiment » ou d’y avoir participé.
Contrairement au ministère public du canton de Genève, le ministère public de la Confédération n'ouvre pas d'enquête concernant la banque HSBC en Suisse, considérant qu'il n'existe pas de preuves justifiant l'ouverture d'une enquête. Cette position étonne notamment l'ancien procureur général du canton du Tessin Dick Marty qui déclare le 16 février 2015 à la RTS : « Ce qui est inquiétant, c'est qu'il y a une autorité pénale [le ministère public de la Confédération] qui ne fait rien, mais surtout qui ne dit rien quant aux faits qui sont découverts, alors on a entendu des justifications : "il n'y a pas de preuves", oui mais les preuves il faut les chercher. Le procureur ne doit pas intervenir quand il y a des preuves, sa tâche est de les chercher. Le procureur doit intervenir quand il y a des indices, et là je crois vraiment qu'il y a de nombreux indices qui justifieraient l'ouverture d'une enquête ». Dick Marty souligne également le manque d'efficacité de l'Autorité fédérale de surveillance des marchés financiers (FINMA), qui ne traite pas les « grandes affaires ».
Le 4 juin 2015, le procureur général du canton de Genève annonce avoir clos la procédure contre la banque pour blanchiment d’argent aggravé, après un accord sur une amende de 40 millions de francs suisses, soit 38 millions d’euros. Cette amende, établie en fonction des bénéfices touchés indûment, est la plus importante jamais payée dans le Canton de Genève.
Le 27 novembre 2015, le Tribunal pénal fédéral suisse condamne par défaut Hervé Falciani à cinq ans de prison, pour « espionnage économique ». L'ancien informaticien de la banque HSBC est par ailleurs acquitté d’autres chefs d’accusation, dont celui de violation du secret commercial. Dans un communiqué, la banque « se félicite de la décision du Tribunal pénal fédéral suisse ».

### Tunisie
Le 11 février 2015, le parquet de Tunis annonce l'ouverture d'une enquête pour blanchiment d'argent. Parmi les 256 clients détenant un total de 679 comptes auprès de la banque HSBC figurent Belhassen Trabelsi, frère de Leila Trabelsi, l'épouse du dictateur déchu Zine el-Abidine Ben Ali, ainsi que l'avocat d'affaires et ex-candidat à la présidentielle Samir Abdelli, et l'homme d'affaires Tarek Bouchamaoui, frère de Wided Bouchamaoui, la patronne du principal syndicat patronal. Sauf exception, la loi tunisienne interdit aux Tunisiens ne résidant pas à l'étranger d'avoir des comptes hors de la Tunisie.

## Position de HSBC

Visuel publicitaire de la campagne HSBC « Différents points de vue », 2006.

En avril 2010, la HSBC Private Bank Suisse SA se voit refuser par les autorités suisses sa demande de ne pas créer le fichier Evafisc, dont le but est de permettre à la Direction nationale d'enquêtes fiscales d'identifier les détenteurs des comptes frauduleux, pour les encourager à déclarer leurs avoirs.
Le 9 janvier 2015, la banque HSBC ordonne aux journalistes de l'ICIJ par le biais de ses avocats de détruire immédiatement les données en leur possession, sous peine de mesures pénales et civiles destinées à empêcher leur divulgation. En Suisse, après trois semaines d'échanges tendus entre les avocats mandatés par la banque et les cinq journaux partenaires de SwissLeaks, la direction de la banque communique une prise de position, dans laquelle elle déclare que les révélations concernent une structure interne de 2007 qui selon elle n'existerait plus en 2014. Elle affirme s'être imposée à elle-même une « transformation radicale », réduisant notamment sa clientèle privée de 70 %. Son activité reste tout de même assez soutenue : entre 2007 et 2014, le nombre de comptes gérés par la filiale helvétique de banque privée est passé de 30 412 à 10 343, les actifs gérés sont passés de 118,4 milliards à 68 milliards de dollars, et la répartition géographique de ses clients est passée de 150 pays à 100 pays. D'autre part, la banque continue de s'affirmer victime d'un vol de données de la part de Hervé Falciani.
Le 15 février 2015, Stuart Gulliver, le directeur général de la banque HSBC, publie une lettre ouverte dans plusieurs journaux britanniques, dans laquelle il déclare notamment : « L’attention des médias s’est portée sur des événements passés montrant que nos standards d’aujourd’hui n’étaient pas universellement respectés dans notre filiale suisse, il y a huit ans. Nous devons comprendre que les sociétés que nous servons attendent plus de nous. Nous présentons donc nos plus sincères excuses ».
Le 23 février, jour de la présentation des résultats annuels de la banque, The Guardian révèle l'existence de deux comptes bancaires, contenant plusieurs millions de dollars et détenus en Suisse par Stuart Gulliver, via deux sociétés domiciliées au Panama. En réponse aux questions du journal, les avocats de Gulliver expliquent que ces comptes auraient servi à tenir secret le montant des primes perçues par Gulliver aux yeux de ses collègues de HSBC Hong Kong, et affirment que ces comptes auraient été déclarés au fisc britannique. Toutefois, ses avocats refusent d'indiquer à quelle date Gulliver aurait déclaré ces comptes, ni d'expliquer l'intérêt des sociétés offshore dans la recherche de discrétion alléguée. Dans un communiqué, la banque assure que les comptes auraient été ouverts « au nom d'une société panaméenne pour des raisons de confidentialité et cela n'avait aucun autre but et n'a permis aucun avantage fiscal ou de toute autre nature », tandis que l'actuel président du groupe, Douglas Flint, déclare de son côté que « Stuart n'a rien fait qui ne soit pas transparent, légal et approprié ».
Lors de cette présentation, Stuart Gulliver confirme que la banque HSBC a suspendu ses campagnes publicitaires avec les médias participant à l'opération SwissLeaks. Cette déclaration intervient après la démission spectaculaire de l'éditorialiste du Daily Telegraph, qui accuse son journal de ne couvrir qu'a minima les révélations sur HSBC, et de confondre publicité et contenu éditorial en commettant « une fraude au lecteur », de peur de perdre un important annonceur.